# أندرو إرنست روبنسون
أندرو إرنست روبنسون هو سياسي كندي، ولد في 27 نوفمبر 1893 في كينكاردين في كندا، وتوفي في 13 مايو 1964. حزبياً، نشط في الحزب الكندي التقدمي المحافظ. وقد انتخب عضو مجلس العموم الكندي.